# Comarca de Maracaju
A Comarca de Maracaju é uma comarca brasileira localizada no estado de Mato Grosso do Sul, a 180 quilômetros da capital.

## Generalidades
Sendo uma comarca de segunda entrância, tem uma superfície total de 5300 km², o que totaliza 1,5% da superfície total do estado. A povoação total da comarca é de 34 mil habitantes, aproximadamente o 1,5% do total da povoação galega, e a densidade de povoação é de 7 habitantes por km².
A comarca inclui apenas o município de Maracaju. Limita-se com as comarcas de Dourados, Itaporã, Rio Brilhante, Sidrolândia, Nioaque, Jardim e Ponta Porã.
Economicamente possui PIB de R$ 906 438 000,00 e PIB per capita de R$ 24 231,78
A comarca recebe o nome da Serra de Maracaju, serra que cruza o município de mesmo nome.